# ウェリントン公爵騎馬像 (グラスゴー)

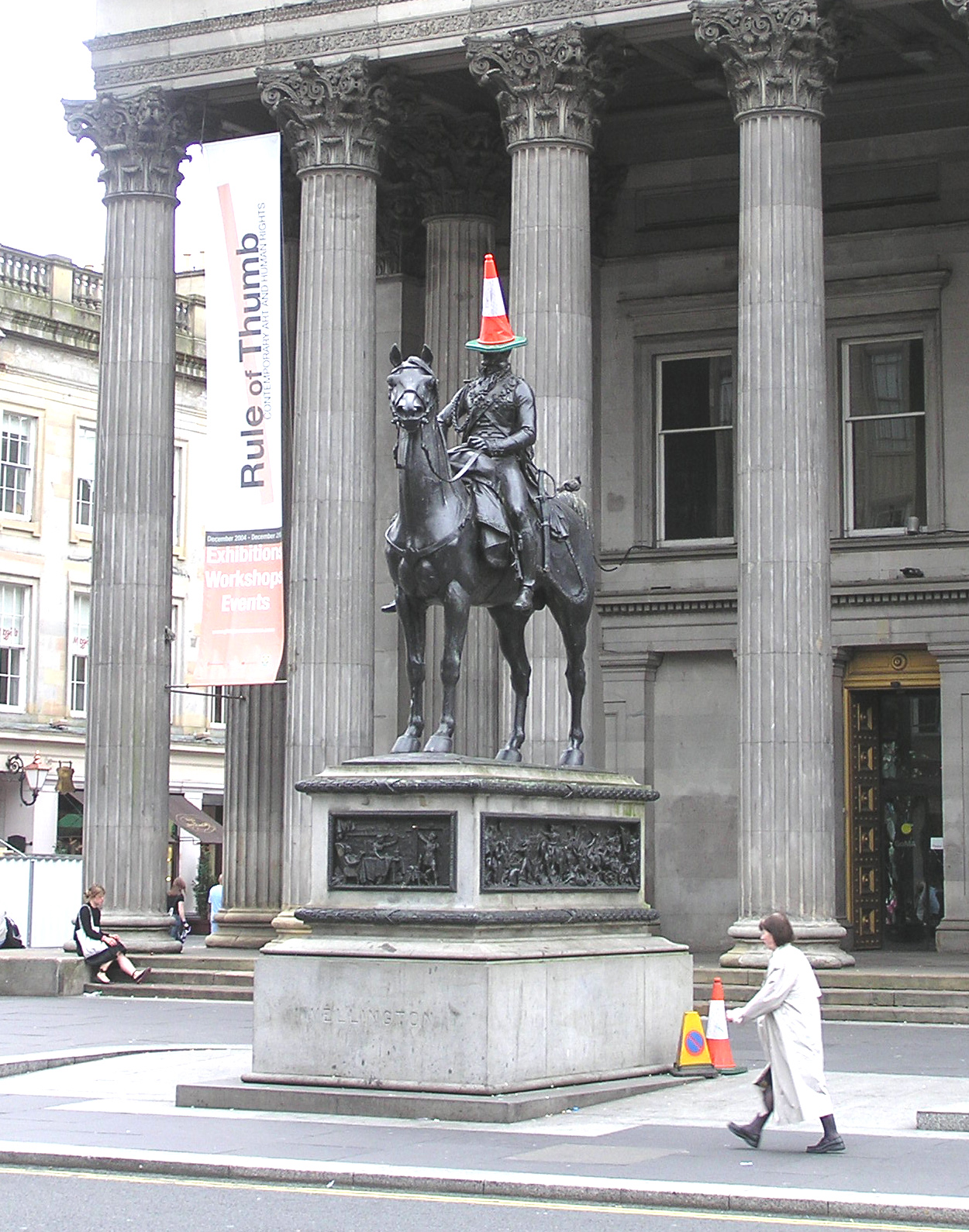
コーンを頭にのせたウェリントン公爵の像

初代ウェリントン公爵アーサー・ウェルズリーの騎馬像は、スコットランドのグラスゴーにある現代美術館の前に置かれた彫刻で、グラスゴーを代表する芸術作品の１つである。
この騎馬像はイタリアの彫刻家カルロ・マロケッティにより製作され、1844年に設置された作品だが、現代では毎日のように銅像の頭に三角コーンがのせられていることで有名である。この像にコーンをかぶせることはこの街のしきたりにさえなっていて、地元住民のユーモアの表れだとも言われている。
この騎馬像は2011年にロンリープラネットのガイドブックから「世にも奇妙な10のモニュメント」の１つに数えられている。

## 騎馬像の概要

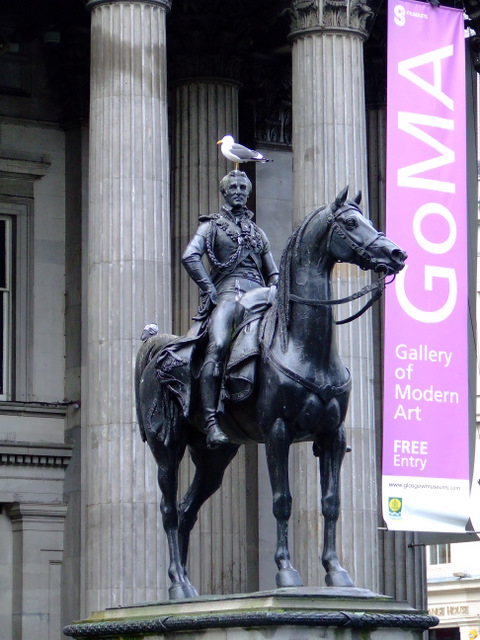
コーンをかぶっていない状態

グラスゴーのウェリントン公爵騎馬像は、イタリアの彫刻家カルロ・マロケッティによって製作され、1844年に設置された。像になっている馬は、ウェリントンの愛馬コペンハーゲンである。この像はスコットランドのA類指定建造物となっている。

## 三角コーンの伝統
この像の頭部に三角コーンをかぶせる行為は地元住民のユーモアの現れだとされ、グラスゴーの伝統ともなっているが、その起源は遡れるとしても1980年代の前半といわれている。何者かが酔って夜中に騎馬像へコーンをかぶせたのが始まりだとされているが、犯人を含め詳しい経緯は分かっていない。
コーンをかぶせることはわずかでも像にダメージを与え、将来的な破損にもつながるため、グラスゴー市議会とストラスクライド警察は反対の立場である。グラスゴー市議会はコーンを撤去するためだけに高所作業車を導入したが、撤去してもすぐに元通りにされてしまった。1980年代後半には、コーンをかぶっていない状態の方が稀になっていた。次第にコーンをかぶった騎馬像は街の名物となり、ポストカードやコーン型の帽子などの土産が販売され、騎馬像目当ての旅行客もグラスゴーを訪れるようになった。

### 2013年の台座かさ上げ問題
年に10,000ポンドといわれる騎馬像からコーンを撤去する費用を削減するため、2013年にグラスゴー市議会は65,000ポンドをかけた彫刻の修復プロジェクトの一環として、騎馬像の台座の高さを2倍にする案を打ち出した。像に加えられてきたダメージは深刻なものとなっており、すでにサーベルの半分と拍車が折れて失われていた。またコーンを載せようとした者が転落して負傷する恐れもあった。
しかしこのグラスゴー市議会の動きに対して、スコットランド人のミュージシャンであるレイモンド・ハックランドとグラスゴーの写真家スティーヴン・アランがFacebook上で「キープ・ザ・コーン」（Keep The Cone、コーンを守れ）キャンペーンを開始し、24時間で72,000以上「いいね！」が集まった。キープ・ザ・コーンは、コーンが騎馬像と共に街の財産となっているとし、またかさ上げは税金の無駄にしかならないと主張した。市への陳情には、「台座をかさ上げした程度で、酔っぱらったグラスゴー人を止められると本気で思っているのでしょうか？」と書かれていた。
こうした市民からの反対の声の高まりを受けて、台座の高さをあげる計画は1日で撤回された。その夜、街では計画阻止を祝って市民が繰り出し、“We Came, We Saw, We Cone-quered.”（ユリウス・カエサルの言葉「来た、見た、勝った（I Conquered）」のもじり）などと書かれた幟が掲げられた。騎馬像の頭のコーンを守るためのオンライン署名活動も10,000以上の署名を集めた。
それでも市議会が依然として騎馬像にコーンをかぶらせないための対策を検討中であることが伝えられると、スコットランドのアーティストとクリエイターでつくられる政治団体ナショナル・コレクティブがコーンを守るための抗議デモを行った。

### その後の動向
2015年、グラスゴー市議会は、120万ポンドをかけた監視カメラシステム用の先端ソフトウェアの試験のため、ソフトが騎馬像にコーンをかぶせようとしている人間を自動で検知できるかの調査を行い、その試験に成功したとされている。
2020年1月31日、イギリスが欧州連合（EU）を離脱した。あらかじめ定められていたその時刻の数時間前から、グラスゴーでは親EU派により青地に多数の星が描かれた、欧州旗を思わせるコーンが騎馬像に載せられていた。離脱の是非を問う2016年の国民投票において、グラスゴーでは66.6パーセントが残留票を投じていた。
2022年3月には、ロシアがウクライナに侵攻しているのをうけて、ウクライナ支援とロシアへの抗議の意味を込めたウクライナ国旗柄のコーンと、ウクライナでの平和を象徴するヒマワリの花束がかぶせられた。

## ギャラリー
- 正面
- 寄り
- 多数のコーンをかぶせられた騎馬像
- ユニコーンの面を被らされた頭部

## 関連文献
- Ward-Jackson, Philip (December 1990), “Carlo Marochetti and the Glasgow Wellington Memorial”, The Burlington Magazine 132 (1053):  851–862, doi:10.2307/884512, JSTOR 884512